# Knepp Castle

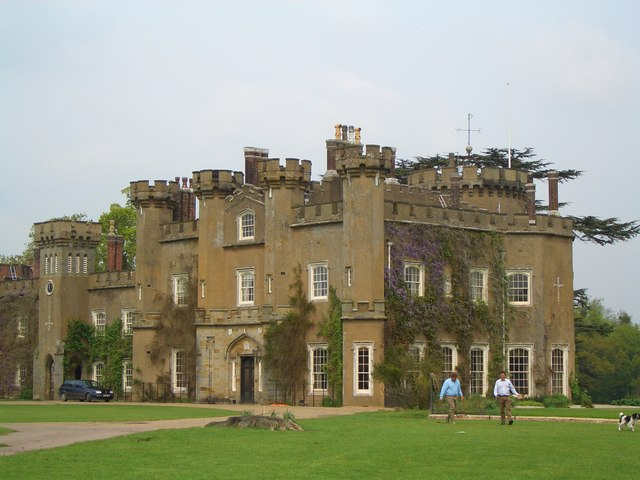

Knepp Castle är en medeltida borgruin i England. Det ligger i grevskapet West Sussex, 60 km söder om London. Borgen uppfördes på 1210-talet av Johan av England och var en ruin redan omkring år 1700. Intill ruinen uppfördes på 1800-talet en nygotisk slottsliknande herrgård efter John Nashs ritningar som också benämns Knepp Castle. 